# Альона Большова
Альона Вадимівна Большова(-Задойнова) (ісп. Aliona Bolsova-Zadoinova, рос. Алёна Вадимовна Большова) — іспанська тенісистка родом із Молдови. 
Большова виступала за Молдову до 2013 року, а в 2013-му змінила громадянство на іспанське. 
Батьки Альони, Вадим  Задойнов та Ольга Большова — легкоатлети, олімпійці.